# Palazzo della Loggia (Noale)
Il Palazzo della Loggia è un edificio ottocentesco situato a Noale, nella città metropolitana di Venezia.

## Storia
Una prima piccola antica loggia venne costruita nel 1389 accanto alla Torre dell'Orologio, a ridosso del fiume Marzenego, e al suo interno vi si amministrò la giustizia dal tempo dei Tempesta fino all'avvento della Repubblica di Venezia.
Attorno al 1525, essendo l'originaria loggia troppo angusta, si decise di costruirne una nuova accanto, terminata nel 1557: la logia nova comprendeva una loggia composta da tre archi gotici al pian terreno, dove era ospitato il mercato delle biade, ed un poggiolo in marmo al piano superiore, sormontato da un'effigie raffigurante il leone di San Marco; il tetto era infine cinto da una sequenza di merli ghibellini.
Durante il dominio austro-ungarico, si pensò in un primo di restaurare, consolidare e sopraelevare l'antica loggia, con affidamento dell'incarico dei lavori all'architetto padovano Pietro Businari nel 1842. Tuttavia, le condizioni statiche dell'edificio non permisero di proseguire con i lavori, tanto che già nel novembre 1845 le due facciate meridionale ed orientale risultavano già completamente demolite. Nel 1848 il nuovo palazzo ampliato venne infine completato, dopo aver demolito anche le due case di proprietà della famiglia Baglioni, ubicate nel retro della loggia verso la torre dell'orologio. Il costo complessivo dell'opera fu di 46.000 lire dell'epoca.
Il palazzo fu sede del municipio di Noale fino alla seconda metà del XX secolo, mentre oggi ospita la sede del consiglio comunale e della pinacoteca Egisto Lancerotto. L'ultimo piano è affidato all'associazione Pro Loco di Noale.

## Architettura

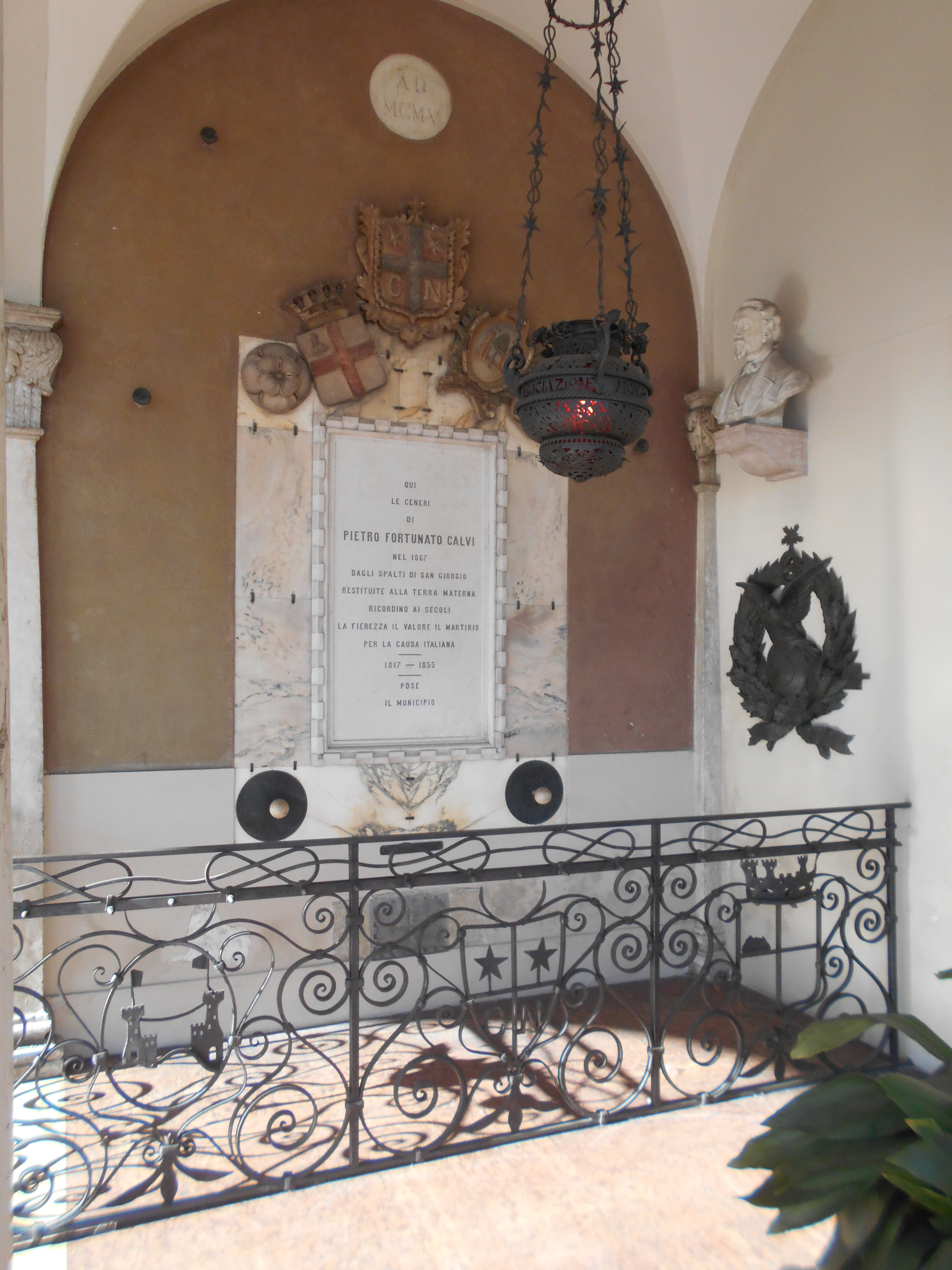
Tomba di Pietro Fortunato Calvi

Il palazzo della loggia è un edificio in tipico stile gotico veneto, disposto su tre livelli.
Il piaterreno è caratterizzato da una serie di colonne che sostengono volte a crociera. Vi si trovano un monumento ai caduti e la tomba del patriota Pietro Fortunato Calvi, uno dei Martiri di Belfiore. In passato il porticato ospitò il mercato delle granaglie, poi spostato negli anni 1930 nella cosiddetta loggetta di largo San Giorgio.